# Robert Pittenger
Robert Miller Pittenger [ˈpɪtəndʒər], född 15 augusti 1948 i Dallas i Texas, är en amerikansk republikansk politiker. Han var ledamot av USA:s representanthus mellan 2013 och 2019.
Pittenger utexaminerades 1970 från University of Texas at Austin och var sedan verksam som affärsman. År 2013 efterträdde han Sue Myrick som kongressledamot.
Den 8 maj 2018, besegrades Pittenger i det republikanska primärvalet av tidigare pastor Harris, som vann 48.5 procent av omröstningen till Pittengers 46.2 procent. Pittenger var den första kongressledamoten att förlora sitt primärval under 2018.
Han är gift med Suzanne Pittenger. Han har fyra barn.